# Bracia Asamowie
Bracia Asamowie, Cosmas Damian (1686–1739) i Egid Quirin (1692–1750) – niemieccy architekci i dekoratorzy przełomu baroku i rokoka. Synowie Hansa Georga Asama.  Działali głównie na terenie południowych Niemiec, Szwajcarii, w Czechach i na Dolnym Śląsku.

## Wybrane dzieła
- Klasztor Weltenburg koło Kelheim, 1721
- Klasztor Michelfeld w Michelfeld, 1717
- Klasztor Rohr, 1718
- Kościół klasztorny w Weingarten, 1719
- Klasztor Aldersbach, 1720
- Pałac Schleißheim, 1721
- Katedra św. Jakuba w Innsbrucku, 1722–1723
- Katedra we Freising, 1723–1724
- Opactwo w Einsiedeln, 1724–1726
- Klasztor na Břevnovie, 1727
- Klasztor Altenmarkt, Osterhofen, 1731
- Kościół św. Emmerama w Ratyzbonie, 1731–1733
- Bazylika św. Jadwigi Legnickie Pole, 1733
- Kościół św. Jana Nepomucena w Monachium, 1734
- Kościół urszulanek, Straubing (ostatnie wspólne dzieło braci Asam)
- Kościół Maria de Victoria, Ingolstadt, 1736
- Klasztor Fürstenfeld, Fürstenfeldbruck, 1741

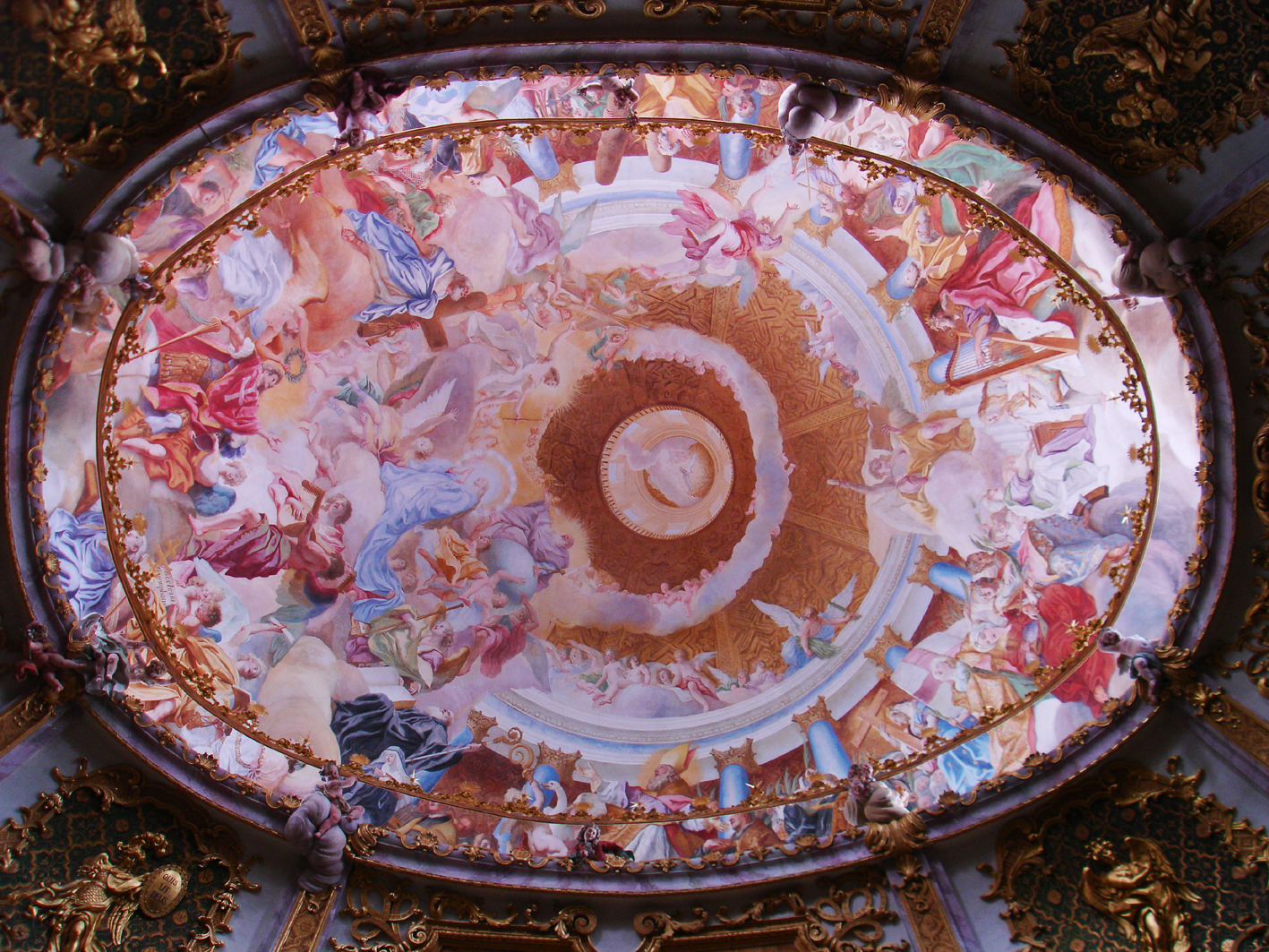
Klasztor w Weltenburgu
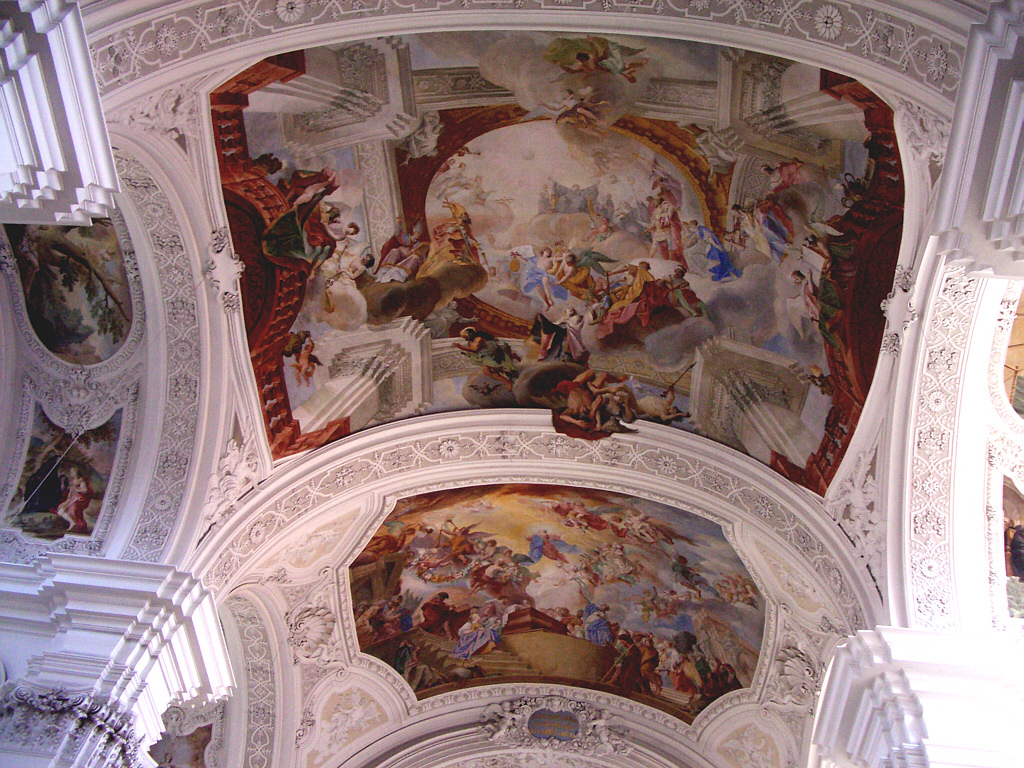
Bazylika w Weingarten
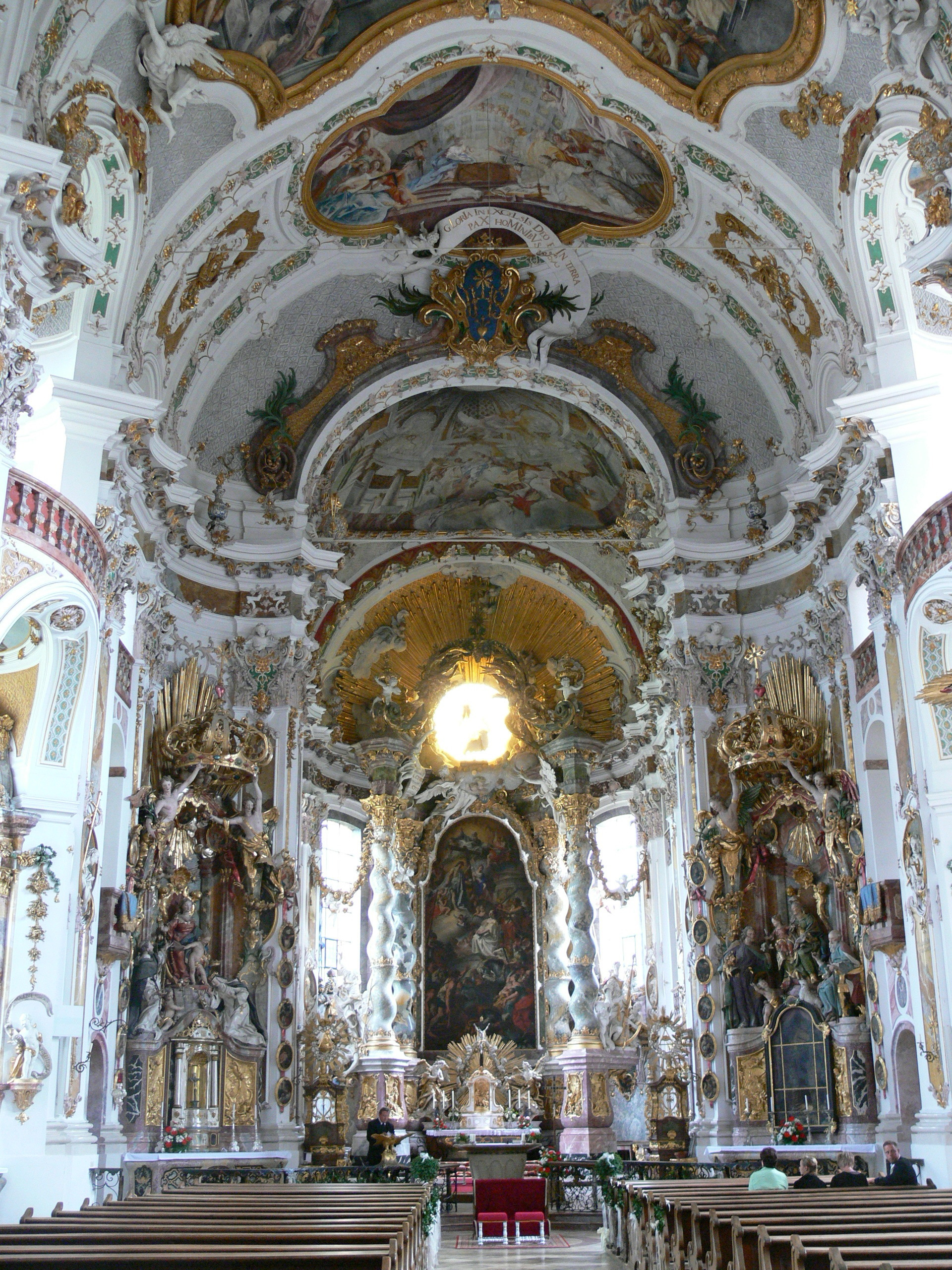
Klasztor Altenmarkt
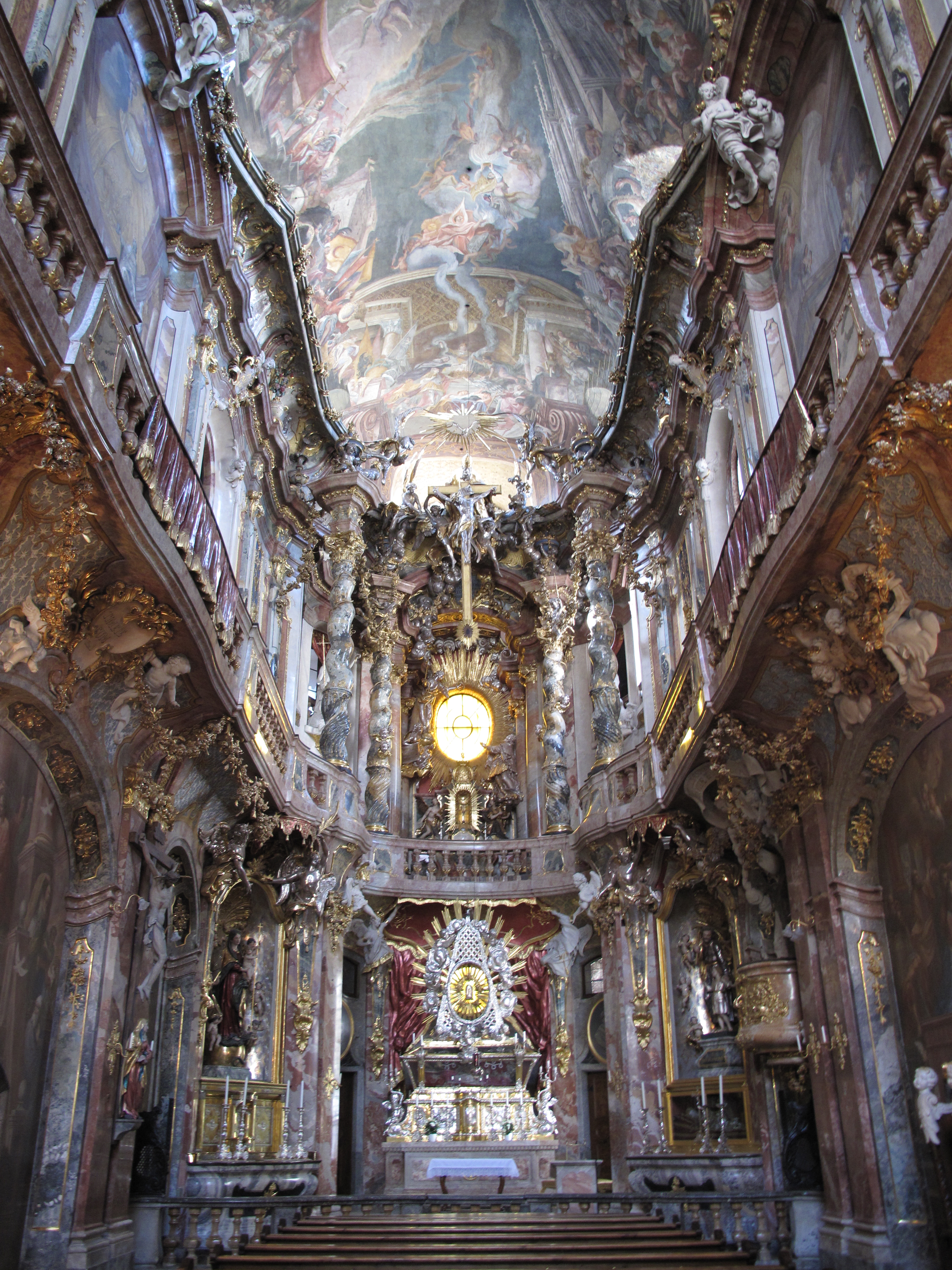
Kościół św. Jana Nepomucena w Monachium